# Machaerina glomerata
Machaerina glomerata là loài thực vật có hoa trong họ Cói. Loài này được (Gaudich.) T.Koyama mô tả khoa học đầu tiên năm 1956.